# Ascanio Giacobazio
Ascanio Giacobazio ou Ascanio Giacovazzi (falecido a 12 de abril de 1612) foi um prelado católico romano que serviu como bispo de Anglona-Tursi (1595–1612).

## Biografia
No dia 10 de abril de 1595, Ascanio Giacobazio foi nomeado Bispo de Anglona-Tursi pelo Papa Clemente VIII. A 1 de maio de 1595, foi consagrado bispo por Alessandro Ottaviano de' Medici, Arcebispo de Florença, com Ludovico de Torres, Arcebispo de Monreale, e Leonard Abel, Bispo Titular de Sidon, servindo como co-consagradores. Serviu como Bispo de Anglona-Tursi até à sua renúncia em 1609. Faleceu a 12 de abril de 1612.